# Allied Joint Force Command Naples

Wapen van JFC Naples

Allied Joint Force Command Naples (JFC Naples) is een militair commando van de NAVO gebaseerd in Lago Patria. Het werd 15 maart 2004 opgericht toen zijn voorganger, Allied Forces Southern Europe (AFSOUTH), na 53 jaar gedeactiveerd werd. De commandant van de JFC Naples rapporteert aan de Supreme Allied Commander Europe in Supreme Headquarters Allied Powers Europe in het Belgische Casteau.